# Фаустина (филм)
Вижте пояснителната страница за други значения на Фаустина.
„Фаустина“ (на полски: Faustyna) е биографичен филм за Фаустина Ковалска от 1994 година на режисьора Йежи Лукашевич.

## Актьорски състав
- Дорота Сегда – Фаустина Ковалска
- Агнешка Чеканска – сестра Феликса
- Кшищоф Вакулински – свещеник Сопочко
- Данута Шафлярска – сестра Феликса (сегашно)
- Зошя Кондрачюк – малката Хелена Ковалска
- Тереса Буджиш-Кшижановска – приора
- Станислава Целинска – сестра Марцелина
- Зофия Ришювна – сестра Викторина
- Малгожата Рожнятовска – сестра готвачка
- Едита Юнговска – сестра готвачка
- Януш Михаловски – живописец
- Рената Бергер – психиатър
- Мария Гладковска – лекар
- Пьотър Павловски – архиепископ
- Барбара Желинска – наставничка
- Данута Фльорек – наставничка
- Ева Шавловска – директор